# خوسيه باوتيستا
خوسيه باوتيستا (بالإنجليزية: José Bautista)‏ هو لاعب كرة قاعدة دومينيكاوي، ولد في 25 يوليو 1964 في باني في جمهورية الدومينيكان.

## وصلات خارجية
- خوسيه باوتيستا على موقع دوري كرة القاعدة الرئيسي (الإنجليزية)
- خوسيه باوتيستا على موقعبيزبول رفرنس.كوم (الدوري الرئيسي) (الإنجليزية)
- خوسيه باوتيستا على موقعبيزبول رفرنس.كوم (الدوري الثانوي) (الإنجليزية)
- خوسيه باوتيستا على موقع إي إس بي إن.كوم (أم.أل.بي) (الإنجليزية)
- خوسيه باوتيستا على موقع مشجعي الرسوم البيانية (الإنجليزية)